# إيفان فرخراتسكي
إيفان فرخراتسكي (بالأردية: ایوان ورخراٹسکی، بالألمانية: Iwan Hryhorowytsch Werchratskyj، بالأوكرانية: Іва́н Григо́рович Верхра́тський، بالإنجليزية: Ivan Verkhratskyi، بالروسية: Иван Григорьевич Верхратский)، (24 أبريل 1846- 29 نوفمبر 1919) كان عالمًا طبيعيًا ولغويًا ومعلمًا أوكرانيًا غاليسيًا. كانت أعماله العلمية الأكثر شهرة هي إنشاء مجلدات متعددة من أسماء النباتات المحلية الأوكرانية.

## الحياة المبكرة
في 24 أبريل 1846، ولد إيفان فرخراتسكي في قرية بيلتشي-زولوتي، التي كانت آنذاك جزءًا من مملكة غاليسيا ولودوميريا في الإمبراطورية النمساوية. كان والده قسًا، بينما كانت والدته امرأة كرواتية ألمانية. في 1848، بعد عامين من ولادته، توفي والده. لذا انتقلت والدته وأطفالها إلى لفيف؛ حيث التحق إيفان بمدرسة ثانوية داخلية (جيمنازيوم).
في 1865، التحق إيفان بقسم العلوم الطبيعية في كلية الفلسفة بجامعة لفيف الوطنية، وتخرج منها في 1868.
في 1868 أصبح مدرسًا مبتدئًا في مدرسة دروغوبيتش الثانوية الداخلية الحكومية؛ حيث قام بتدريس اللغات (الألمانية والأوكرانية) والتاريخ الطبيعي. في نفس العام الذي بدأ فيه التدريس، حاول إنشاء جمعية تعليمية باسم "بروسفيتا" في لفيف، لكن محاولته باءت بالفشل. هناك قام بتدريس إيفان فرانكو، حيث شجعه وكان يذهب معه في رحلات متكررة. كما نظّم حلقةً أدبيةً في المدرسة الداخلية ضمّت فرانكو. بعد فترة وجيزة، أعلن عن أفكاره، وكتب أن أسس اللغة الأدبية ينبغي أن تكون مستوحاة من التراث الشعبي.
في أواخر 1871، انتقل إلى لفيف للعمل في مدرسة حقيقية حتى 1874. خلال فترة عمله كمدرس في لفيف، أكمل تأهيله في علم الحيوان في كراكوف في جامعة ياغيلونيا في 1874. من عام 1874 إلى 1879، قام بالتدريس في مدرسة ثانوية داخلية في جيشوف. خلال سنته الأخيرة في جيشوف، في 1878، أجرى بعثة إثنوغرافية إلى شمال وجنوب أوكرانيا لإجراء أبحاث لغوية كجزء من مهمته لتحسين حالة اللغة الأوكرانية. في 1879، بدأ العمل كمدرس كبير في مدرسة ثانوية داخلية في ستانيسلاف. في 1880، بدأ الكتابة لمجلة "دينيتسا" الأدبية أثناء عمله في المدرسة في ستانيسلاف.

## الوفاة
توفي فرخراتسكي في 29 نوفمبر 1919، توفي في لفيف. تم دفنه في مقبرة ليتشاكيف.